# Quintus Serenus Sammonicus
Quintus Serenus Sammonicus est un érudit romain ayant vécu à la fin du IIe  et au début du IIIe siècle de notre ère, auteur d'un poème didactique médical en latin intitulé généralement De medicina præcepta et dont les versions connues sont probablement incomplètes.

## De medicina præcepta
Ce poème (1115 hexamètres dactyliques divisés en 64 chapitres), précédé d'une préface où sont invoqués Apollon et Esculape, contient nombre de remèdes populaires, empruntés à Pline l'Ancien, aux plantes médicinales de Dioscoride, et diverses formules magiques, entre autres le célèbre abracadabra, donné comme guérissant de la fièvre semi-tierce. Les traitements sont globalement ordonnés a capite ad calcem (« de la tête aux pieds »). Le poème se termine par une description du fameux antidote de Mithridate VI du Pont. L'auteur n'appréciait apparemment guère les médecins et il se propose, dans la préface, de donner des remèdes simples et peu coûteux afin d'éviter à ses lecteurs des dépenses auprès des professionnels ; cependant, à plusieurs reprises, il fait état d'une expérience des traitements qu'il propose.
Cet ouvrage, proche de la Medicina Plinii (qui est un peu son équivalent en prose), fut très répandu dans l'Antiquité tardive et au Moyen Âge. Son intérêt scientifique est son témoignage pour l'histoire de la médecine populaire (et magique) dans l'Antiquité. La syntaxe et la versification sont remarquablement correctes.

## Père et fils
On connaît deux personnes ayant porté ce même nom, père et fils, et on ne sait trop auquel attribuer la composition du poème : le père, érudit célèbre en son temps, qui s'il faut en croire  l'Histoire Auguste, fut mis à mort en 212 sur l'ordre de Caracalla, en tant que proche de son frère Geta, assassiné peu auparavant. Macrobe, qui fait état de ses œuvres dans les Saturnales, l'appelle « le savant de son siècle » (« vir sæculo suo doctus »). Selon Macrobe Sammonicus avait écrit un ouvrage intitulé Des choses cachées (« Rerum reconditarum ») et comptant au moins cinq livres. Malgré son érudition, Sammonicus semble avoir confondu Pline l'ancien et Pline le jeune. D'autre part le fils, ami de Gordien Ier et précepteur de Gordien II. D'après Ronald Syme, la taille de la bibliothèque de Serenus Sammonicus père (environ soixante-deux mille volumes) est une des nombreuses inventions dont abonde l'Histoire Auguste. Le personnage même du fils peut être une fiction. Arnobe et Sidoine Apollinaire mentionnent aussi Sammonicus.

## Éditions
- La première édition imprimée de De medicina praecepta par Johannes Sulpitius Verulanus, date d'avant 1484
- JG Ackermann (Leipzig, 1786)
- E. Behrens, Poetae Latini minores, iii..
- .(la + fr) Serenus Sammonicus, De medicina præcepta/Préceptes médicaux : texte latin et trad. française de L. Baudet, Panckoucke, 1845 (lire en ligne)
- Quintus Serenus, Liber medicinalis (Le livre de Médecine), texte établi traduit et commenté par R. Pépin, Paris, 1950[13]
- Les propriétés médicinales des plantes, textes des IIIe, IVe et XIe siècles  (préf. N. Desgrugillers-Billard), paleo, 2007, 201 p. (ISBN 978-2-84909-324-5 et 2-84909-324-6), p. 13-67L'ouvrage contient les préceptes médicaux de Serenus Sammonicus, de la médecine de Marcellus Empiricus et des vertus des plantes de Macer Floridus.